# Метод статистичних рівнянь залежностей
Метод стати́стичних рівня́нь зале́жностей є статистичним методом аналізу функціональних та кореляційних взаємозв'язків, який ґрунтується на статистичних коефіцієнтах порівняння.
Розроблено доктором економічних наук, професором Омеляном Кулиничем у 1982 р.

## Передумови застосування та функції методу
Основними передумовами застосування методу статистичних рівнянь залежностей з метою аналізу взаємозв'язків соціально-економічних явищ та процесів є такі:
- наявність: 1) нечисленної і численної сукупності соціальних та економічних об'єктів (як на регіональному, так і на загальнодержавному рівнях); 2) функціональної і кореляційної залежності між досліджуваними показниками;
- можливість (функції):
  - 1) відмежування стійкої і нестійкої залежності;
  - 2) визначення частки впливу чинникових ознак, які мають однойменний (прямий чи обернений) вплив на розвиток економічного явища;
  - 3) побудови графіків одночинникової та множинної залежності;
  - 4) встановлення рівнів чинників та розміру їх зміни для забезпечення зростання (зменшення) результативної ознаки на одиницю чи будь-яку величину (обернена задача);
  - 5) визначення сукупного впливу на результативну ознаку зміни кожного з чинників на одиницю чи будь-яку величину (планову, нормативну або прогнозовану);
  - 6) оцінки ступеня інтенсивності використання чинників для формування середньої величини результативної ознаки у варіаційних рядах та абсолютного рівня результативної ознаки в рядах динаміки;
  - 7) одержання прямої оцінки зміни результативного показника при зменшенні або збільшенні чинникових ознак на одиницю за всіма видами і формами рівнянь залежностей.

## Теорія методу
Кількісне оцінювання взаємозв'язків соціальних та економічних явищ ґрунтується на розрахунку коефіцієнтів порівняння — основи методу статистичних рівнянь залежностей. При зростанні значень досліджуваного показника розрахунок коефіцієнта порівняння здійснюють на основі зіставлення кожного значення з мінімальним, а у випадку зменшення — базою порівняння виступає максимальний рівень.
Коефіцієнт порівняння оцінює ступінь зміни величини досліджуваної ознаки до бази порівняння. Параметр рівняння залежності визначається шляхом співвідношення суми коефіцієнтів порівняння результативної й чинникової ознак. Параметр рівняння залежностей дозволяє вивчити, окрім одного, як то на основі коефіцієнтів еластичності, дію чинників, поєднаних у множинну модель взаємозв'язку.
Розрахунки параметрів та показників стійкості зв'язку за допомогою методу статистичних рівнянь залежностей ґрунтуються на такій системі доведень.
Теорія методу статистичних рівнянь залежностей[недоступне посилання з липня 2019]